# 도너휴 대 스티븐슨 판결

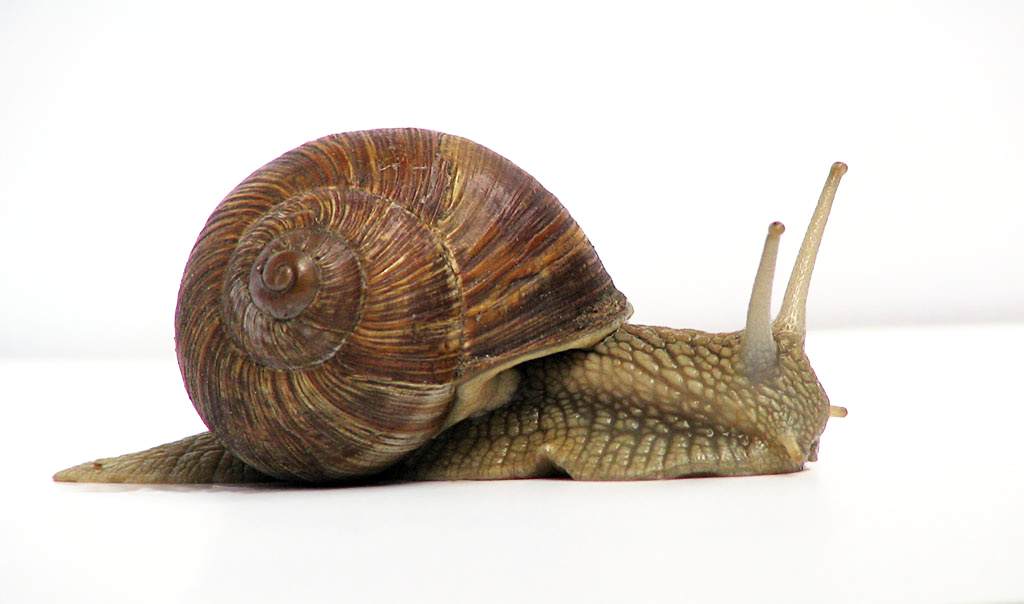
스코틀랜드의 달팽이는 현대 과실책임법의 첫 사례였다.

도너휴 대 스티븐슨(Donoghue (or McAlister) v. Stevenson) 판결 은 영국의 커먼로에서 있었던, 역사상 가장 유명한 판례 중 하나이다.

## 사실관계
1932년 5월, 맥컬리스터 도너휴 여사는 스코틀랜드의 페이즐리에 위치한 선술집에서 썩은 달팽이가 들어간 생강 맥주(ginger beer)를 마셨다. 달팽이는 맥주병이 불투명하기 때문에 보이지 않았고 맥주를 산 그녀의 친구도, 맥주를 판 가게 주인도 그 사실을 몰랐다. 맥주의 제조자는 포퍼 스티븐슨 씨였다. 도너휴는 스티븐슨에게 결과적으로 발생한 불쾌함에 대한 소송을 제기했다.

## 판결
영국 대법원에서는 도너휴가 명백한 청구권을 가졌다는 데 동의했다. 그러나 그러한 청구권을 인용해야 하는지에 대해서는 거부했다. 아트킨 대법관은 법은 우리가 우리의 이웃에 대해 책임을 질 의무가 있다는 통일된 원칙을 확인해주어야 한다고 주장했다. 그는 그의 주장의 논거에서 성경의 '네 이웃을 사랑하라.'는 구절을 특별히 인용했다. 그 사건을 통해, 세계의 법률에서, 그는 우리는 우리의 이웃을 해롭게 하면 안된다는 원칙을 만들었다. 맥밀란 대법관은 이 사례는 새로운 제조물 책임 사례로 다루어질 만하다고 생각했다.

## 의의
영국 대법원의 이 판례는 오늘날의 과실(negligence, 스코틀랜드에서는 delict)의 불법행위이론이 형성하였다. 이것은 스코틀랜드 법과 세계의 커먼로 국가들에게도 영향을 주었다. 이것은 종종 "병 안의 달팽이" 판례("snail in the bottle" case)로 불린다.

## 같이 보기
- 불법행위

## 참고자료
- Adler v. Dickson [1954] 1 W.L.R. 1482 at 1483 (Practice Note)
- Heuston, R.F.V. Donoghue v. Stevenson in Retrospect (1957), 20 M.L.R. 1
- Linden, Allen M. "The American Influence on Canadian Tort Law," 50 UCLA L. Rev. 407, 414 (2002).
- Mrs. Donoghue's Journey, Martin R. Taylor QC, Scottish Council of Law Reporting
- Original text of the case 보관됨 2007-02-16 - 웨이백 머신